# Twan Huys
Twan Huys (Sevenum, 24 maart 1964) is een Nederlandse journalist, televisiepresentator, televisieproducent en auteur.

## Carrière
Huys studeerde van 1983 tot en met 1986 aan de Academie voor Journalistiek in Tilburg. Daarna keerde hij terug naar Limburg en ging hij werken voor de Regionale Omroep Zuid. Begin jaren '90 verhuisde Huys naar Amsterdam en ging hij werken voor STAD Radio Amsterdam en voor de VARA.

### NOVA
Hij was van 1992 tot medio 2010 werkzaam voor het actualiteitenprogramma NOVA, waarvoor hij in 1999 correspondent werd in de Verenigde Staten, met als standplaats New York. In de aanloop naar de presidentsverkiezingen van 2004 presenteerde Huys vanaf Times Square de zesdelige semi-live studioshow NOVA New York. In 2005 baarde Huys opzien met zijn interviews met de Amerikaanse soldate Lynndie England, die betrokken was bij de misstanden in de Abu Ghraib-gevangenis, en met de Nederlander Joran van der Sloot, die verdacht werd van betrokkenheid bij de verdwijning van Natalee Holloway op Aruba. In 2006 kwam het boek Ik ben een New Yorker uit over zijn correspondentschap voor NOVA. Huys werd in het seizoen 2006-2007 naast Joost Karhof en Clairy Polak presentator van NOVA, als opvolgers van Jeroen Pauw en Paul Witteman. Als correspondent in New York werd hij in 2007 opgevolgd door Willem Lust.
Huys heeft ook een tijdje Washington D.C. als standplaats gehad toen onder andere samen met het NOS Journaal een correspondentenbureau in de Amerikaanse hoofdstad werd opgericht. NOVA trok zich echter terug uit dit samenwerkingsverband, omdat de samenwerking tussen toenmalig NOS-correspondent Charles Groenhuijsen en Twan Huys stroef verliep.

### College Tour
In 2007 begon het door Huys bedachte College Tour op NPO 3, waarvoor hij geïnspireerd werd door de zogenaamde town hall meetings tijdens de Amerikaanse verkiezingen. In het programma stellen studenten, onder leiding van een moderator, vragen aan een bekend persoon uit binnen- of buitenland. Zo zijn door de jaren heen onder andere Neelie Kroes, Richard Branson, Mark Rutte, Desmond Tutu, Robbie Williams, Bill Gates, Simon Perez en John de Mol geïnterviewd door Huys. In oktober 2012 ontstond maatschappelijke ophef rondom de uitzending met de crimineel Willem Holleeder. Het interview zou kritiekloos zijn geweest en een misdadiger als inspirerend voorbeeld hebben gepresenteerd. In november 2011 daagde Huys in College Tour minister-president Mark Rutte uit voor een Nederlandse versie van het Correspondents' Dinner. Dit evenement vond uiteindelijk plaats op 10 februari 2016 in de Beurs van Berlage te Amsterdam.

### Nieuwsuur
Vanaf 2010 was Huys ook betrokken bij NOVA-opvolger Nieuwsuur, waar hij een van de hoofdpresentatoren was tot medio 2018. In 2011 werd aan hem de Sonja Barend Award uitgereikt voor het interview dat Huys had met ex-luitenant-kolonel van Dutchbat, Thom Karremans.

### RTL
Hij verliet Nieuwsuur in 2018 om vanaf 3 september 2018 Humberto Tan op te volgen als presentator van RTL Late Night op RTL 4.  Matthijs van Nieuwkerk nam om deze reden seizoen 2019 van College Tour van hem over. Huys tekende een contract voor drie jaar bij de commerciële omroep RTL. De kijkcijfers vielen echter tegen, waarna op 4 maart 2019 bekendgemaakt werd dat de uitzending van die dag de laatste zou zijn. Daarmee kwam ook meteen een eind aan de samenwerking tussen RTL en Huys.

### Terugkeer bij de NPO
Na het vertrek bij RTL keerde Huys in de zomer van 2019 terug naar de NPO waar hij verscheen als Amerika-deskundige in de dagelijkse talkshow M van Margriet van der Linden. Hier werd hij vaste duider van de Amerikaanse politiek en bracht hij verslag uit van de Amerikaanse presidentsverkiezingen in 2020. Ook werd Huys namens BNNVARA onderdeel van het presentatieteam van Buitenhof, waarin hij eens in de drie weken voornamelijk politieke gasten ontvangt.
Op 16 november 2020 werd bekend dat Huys een contract had getekend bij KRO-NCRV. Voor deze omroep was hij in het voorjaar van 2021 te zien met een nieuw seizoen van College Tour. Daarnaast ging hij ook andere programma's presenteren en ontwikkelen samen met de journalistieke afdeling van de omroep. Zo presenteert hij een programma over de onzichtbare strijd om de beperkte bodemschatten, Waarde van de aarde. In 2022 maakte hij Ankie, de olympische weduwe over Ankie Reches-de Jongh, de weduwe van de tijdens de olympische spelen van 1972 in München bij een terreuraanval vermoorde Israëlische atleet André Spitzer.

### VNG-congres 2018
Huys kwam onder vuur te liggen toen hij in juni 2018 als dagvoorzitter van het tweejaarlijkse congres van de Vereniging van Nederlandse Gemeenten lachte om een reactie van de Nederlandse schrijver Tommy Wieringa op recente aanslagen op de redacties van dagblad De Telegraaf en weekblad Panorama. Wieringa zei over de aanslag op de De Telegraaf: "Nou, dat werd tijd". Hetzelfde zou volgens Wieringa gelden voor die op de Panorama. De congresleden, waarvan een deel eveneens lachte en zelfs applaudisseerde, werden door Huys niet tot de orde geroepen. Dirigent Jaap van Zweden en journalist John van den Heuvel zegden daarop een optreden bij Huys in RTL Late Night af. Huys bood publiekelijk zijn excuses aan.

## Boeken
In 2009 verzorgde Huys de vierde Jan Modderman Inleiding. De Jan Modderman Inleidingen hebben als doel een bijdrage te leveren aan de bevordering van de bewustwordingsprocessen die dienen tot een verbetering van het maatschappelijk samenleven en het welzijn van alle mensen. In dat kader sprak Huys over het thema "New York en de eeuwige jacht naar geluk". Het zette hem aan tot het schrijven van zijn derde boek, Over Geluk, over de zoektocht naar geluk.
In 2010 verscheen het boek Meesters. Huys beschrijft hierin de volgens hem beste interviews uit het tv-programma College Tour, en vulde die aan met teksten van niet-uitgezonden materiaal.
In 2016 verscheen het boek De Clintons, een dubbelbiografie over de levens van het echtpaar Bill en Hillary Clinton.
Eerder verscheen van Huys' hand het boek Ik ben een New Yorker. Volgens Huys zou New York voor de Nederlander een lichtend voorbeeld moeten zijn: "...tenslotte hebben we deze stad zelf uitgevonden."

## Publicaties
- In opdracht van Hare Majesteit. Diplomaat in crisistijd. Weert, M&P Document, 1994. ISBN 90-6590-781-5
- Ik ben een New Yorker. Amsterdam, Prometheus, 2006. ISBN 90-446-0864-9 (9e herz. dr. 2008: ISBN 978-90-446-1226-4)
- Meesters. Amsterdam, Prometheus, 2010. ISBN 978-90-446-1477-0
- Over geluk.: Amsterdam, Prometheus, 2010. ISBN 978-90-446-1702-3
- Dertien meesters en één crimineel. Houten, Het Spectrum, 2013. ISBN 978-90-00-31494-2
- De Clintons. Amsterdam, Prometheus, 2016. ISBN 978-90-446-2960-6
- Wandellust. Amsterdam, Prometheus, 2020. ISBN  9789044642865